# 甘い罠 (1963年の映画)
『甘い罠』（あまいわな）は、1963年に製作された若松孝二監督の日本映画。シネスコフィルム。モノクロ作品。

## 概要
1963年9月3日公開。東京企画制作。宝映配給。ピンク映画にジャンル分けされるが、当時はピンク映画のジャンル名はなく、配給会社からのちに分類されたものである。
のちにコンビを組む足立正生によると病欠した監督の代打として監督した作品で、他者の企画であることもあり、若松本人は「見せたくない作品」と自身の履歴にも載せるのをためらっていたという。若松によれば予算は180万。撮影期間は約2週間。長らくフィルムは所在不明となっていたが、フィルム収集家の寄贈により発見され、2010年・ぴあフィルムフェスティバルでサプライズ上映された。ただし当時公開された82分中、54分に編集されたものだけが現存している。
若松孝二生誕80年を記念して、2016年10月、YouTube・若松プロダクションチャンネルで現存する54分全編が公開された。

## 出演
- 五所怜子
- 竹田公彦
- 香取環

## スタッフ
- 監督：若松孝二
- 脚本：峰三千雄[7]、若松孝二
- 撮影：門口友也
- 照明：磯貝一
- 音楽：柳沢剛
- 製作：東京企画
- 配給：宝映